# Винсент Јансен
Винсент Петрус Ана Себастијан Јансен (хол. Vincent Petrus Anna Sebastiaan Janssen; Хеш, 15. јун 1994) холандски је фудбалер, који игра на позицији нападача. Тренутно наступа за Антверпен и за репрезентацију Холандије.

## Клупска каријера

### Тотенхем хотспер
Дана 12. јула 2016. године, Јансен се придружио Тотенхему за своту од 17 милиона фунти. Дебитовао је у Премијер лиги 13. августа, ушавши као замена за Ерика Дајера против Евертона. Свој први гол за клуб постигао је 21. септембра 2016, и то из једанаестерца у победи од 5:0 у ЕФЛ купу против Џилингама.
Дана 8. септембра 2017. Јансен је отишао на једногодишњу позајмицу Фенербахчеу. Постигао је свој први гол за клубу победи од 4:1 над Алањаспором.